# Chwałowice (Sainte-Croix)
Pour les articles homonymes, voir Chwałowice.
Chwałowice est une localité polonaise de la gmina et du powiat de Pińczów en voïvodie de Sainte-Croix.